# 里加-葉爾加瓦鐵路
里加-葉爾加瓦鐵路是拉脱维亚一条长43（27英里），轨距为1,524毫米（5英尺）的铁路线；该铁路线建于19世纪，连接里加和叶尔加瓦市。至1872年，该铁路延伸至拉脱维亚和立陶宛的边境城市马热伊基艾，将里加-叶尔加瓦铁路线与利耶帕亚-罗姆内铁路线相连接。